# VAV (grupo musical)
VAV (hangul: 브이에이브이; abreviação de Very Awesome Voice ou “Very Awesome V-Rangers”) é um grupo masculino sul-coreano formado pela A Team Entertainment (antes chamada AQ Entertainment) em Seul, Coreia do Sul. Atualmente, o grupo é composto por sete membros: St.Van, Baron, ACE, Ayno, Jacob, Lou and Ziu. Eles debutaram no dia 31 de outubro de 2015 com o EP Under the Moonlight. O fanclub do grupo se chama Vampz.

## História
No dia 31 de outubro de 2015, contendo apenas seis membros (St.Van, Ace, Baron, Jacob, Xiao e Gyeoul), VAV debutou com seu primeiro EP, Under the Moonlight, co-produzido com a CJ E&M junto de sua agência, A Team Entertainment. O debut ter sido no dia que se comemora o halloween não foi uma coincidência, uma vez que o MV tem um tema sombrio, envolvendo vampiros (Jacob, Xiao, Ace e Baron), lobisomem (Gyeoul) e padre (St.Van).
No dia 10 de maio de 2016, eles lançaram seu segundo EP, Brotherhood, contendo um sétimo membro (Zehan), que foi revelado no início do mesmo ano. Porém, na verdade ele sempre esteve no VAV como um “membro oculto” (Zehan pode ser visto de relance no MV do debut) e já era esperada a sua entrada.
Depois de Brotherhood, VAV teve seu segundo comeback com No Doubt, em 01 de julho de 2016, infelizmente esse comeback contou apenas com seis membros. Xiao deixou o grupo, para voltar à China, já que seu pai estava doente e a princípio o afastamento seria temporário.
E em dezembro desse mesmo ano, a AQ Entertainment anunciou a saída do membro Zehan, que decidiu se dedicar a carreira de ator: “O membro do VAV, Zehan, fez sua decisão final depois de pensar muito, de ir atrás de seu caminho com a carreira de ator, e não cantor.” O álbum No Doubt  também foi o último de Zehan como membro do VAV. Sobre sua saída a AQ Entertainment disse: “Nós esperamos que todos vocês continuem apoiando Zehan como um ator no futuro.”
Ainda no ano de 2016 a AQ Entertainment postou uma nota informando sobre mudanças que ocorreriam na empresa, que teve seu nome mudado oficialmente para A Team Entertainment. Com isso também foi anunciado que Ryan S. Jhun (produtor conhecido por trabalhar com grupos como TVXQ, EXO e SNSD) estava se unindo a equipe. “AQ Entertainment mudou de nome para ‘A Team’, e terá um novo começo. Nós iremos ser mais sistemáticos e estratégicos com a gestão de nossos artistas, seja no país ou internacionalmente, e também queremos criar uma marca mais forte junto com a mudança do nome.”
Em 15 de dezembro de 2016, o grupo presenteou suas fãs com o single e MV Here I Am, que contou com participação especial do ex-membro Xiao.
O ano de 2017 se iniciou com o anúncio da saída de mais um membro do grupo: “O membro Gyeoul decidiu perseguir seu sonho de produzir sua própria música e continuar sua carreira na indústria como produtor, depois de muito pensar e muitas considerações. Portanto, Gyeoul não estará se juntando ao VAV para nenhuma atividade futura.”
⁠⁠VAV anunciou seu comeback para fevereiro de 2017. O grupo postou uma foto em suas redes sociais com os quatro membros do grupo e a silhueta de outros três rapazes, a serem revelados. Após isso, cada dia que passava era revelado um garoto por vez. Estes 3 novos integrantes são: Ayno, Lou e Ziu, chegando a formação atual.
Após a apresentação dos novos membros, no dia 17 de fevereiro de 2017, o grupo fez seu comeback com Dance With Me.
Em 02 de maio do mesmo ano, VAV lançou o single Flower (You). Ainda em 2017, o grupo lançou ABC (Middle of the Night), no dia 04 de julho. O último single do ano, She's Mine foi lançado em 02 de novembro.
VAV inicia o ano de 2018 com o lançamento de seu terceiro EP, Spolight, no dia 29 de janeiro, composto pelo single She's Mine e mais quatro faixas inéditas. Nesse mesmo ano foram lançados o single Senorita, em 11 de outubro, e o single com tema natalino So In Love, em 7 de dezembro.
No dia 18 de Março de 2019, eles lançaram seu quarto EP, Thrilla Killa.
No dia 23 de julho de 2019, eles lançaram um single especial de verão, Give Me More com o cantor porto-riquenho De La Ghetto e a dupla de produtores ganhadores do Grammy Play-N-Skillz. “Give Me More” foi lançado por meio de três diferentes versões, onde a principal é performada em coreano com uma borrifada de inglês e espanhol enquanto a segunda versão é inteiramente performada em espanhol e inglês; a versão final oferece um remix especial de Play-N-Skillz. Uma versão instrumental da canção também foi lançada.
O quinto EP do VAV, intitulado Poison, foi lançado no dia 21 de outubro de 2019. O EP contém cinco canções, incluindo o single principal de mesmo nome e seu instrumental, e uma faixa co-composta e co-escrita pelo Hui do Pentagon.
Em 2020, o grupo lançou Made For Two, enquanto alguns membros se alistavam no serviço militar obrigatório.
Em 2023, após o retorno dos membros do serviço militar, VAV lançou seu sétimo EP, Subcönsciòus, que inclui a música "Designer". Em fevereiro de 2024, a A Team Entertainment anunciou o fim dos contratos exclusivos dos membros do VAV, encerrando oficialmente a parceria com a agência.

## Membros

### Atuais
Adaptado dos seus perfis do Naver.
- Lee Geum Hyuk (hangul: 이금혁), mais conhecido como St.Van (세인트반), nasceu em 22 de dezembro de 1991, ocupa as posições de líder e de main vocal no grupo.
- Choi Choong Hyup[13] (hangul: 최충협), mais conhecido como Baron (바론), nasceu em 19 de abril de 1992, ocupa as posições de main dancer e lead vocal no grupo.
- Jang Woo Young (hangul: 장우영), mais conhecido como ACE (에이스), nasceu em 28 de agosto de 1992. ocupa as posições de lead vocal e lead dancer no grupo.
- No Yoon Ho (hangul: 노윤호), mais conhecido como Ayno (에이노), nasceu em 01 de maio de 1996, ocupa as posições de rapper, dancer e visual no grupo.
- Zhang Peng (chinês tradicional: 張鵬), mais conhecido como Jacob (제이콥), nasceu em 07 de setembro de 1996, ocupa as posições de rapper, dancer e face no grupo.
- Kim Ho Sung (hangul: 김호성), mais conhecido como Lou (로우), nasceu em 21 de dezembro de 1996, ocupa as posições de rapper e porta-voz de inglês no grupo.
- Park Hee Jun (hangul 박희준), mais conhecido como Ziu (지우), nasceu em 16 de junho de 1997, ocupa as posições de vocal e maknae no grupo.

### Ex-integrantes
- Xiao (샤오)
- Zehan (제한)
- Gyeoul (겨울)

## Discografia

### Extended plays
| Título                                                                                   | Detalhes | Melhores posições nas paradas | Vendas        |
| Título                                                                                   | Detalhes | KOR                           | Vendas        |
| ---------------------------------------------------------------------------------------- | --- | ----------------------------- | ------------- |
| Under The Moonlight                                                                      | - Lançamento: 2 de novembro de 2015 - Gravadoras: AQ Entertainment, CJ E&M - Formatos: CD, Download digital Lista de faixas 1. Under The Moonlight (달빛 아래서) 2. Good Bye 3. Long Journey (신세계) 4. Under The Moonlight (달빛 아래서) inst.                                                         | 57                            | —             |
| Brotherhood                                                                              | - Lançamento: 10 de maio de 2016 - Gravadoras: AQ Entertainment, CJ E&M - Formatos: CD, digital download Lista de faixas 1. Brotherhood 2. I Don’t Gossip (소문내지마) 3. Brotherhood inst. 4. I Don’t Gossip (소문내지마) inst.                                                                         | 56                            | - KOR: 446    |
| Brotherhood                                                                              | - Re-Lançamento: 1 de julho de 2016 (No Doubt) - Gravadoras: AQ Entertainment, CJ E&M - Formatos: CD, digital download Lista de faixas 1. No Doubt (노답) 2. Mirrage (신기루) 3. Brotherhood 4. I Don’t Gossip (소문내지마) 5. No Doubt (노답) inst.                                                     | 30                            | - KOR: 446    |
| Spotlight                                                                                | - Lançamento: 29 de janeiro de 2018 - Gravadoras: AQ Entertainment, Genie Music - Formatos: CD, digital download Lista de faixas 1. Spotlight (光) 2. Gorgeous (예쁘다고) 3. Give It to Me 4. She's Mine 5. ABC (Middle of the Night) 6. Flower (You) 7. Venus (Dance With Me) (비너스) 8. Winter Breeze | 28                            | - KOR: 2,006  |
| Thrilla Killa                                                                            | - Lançamento: 18 de março de 2019 - Gravadoras: A Team Entertainment, Genie Music - Formatos: CD, digital download Lista de faixas 1. Thrilla Killa 2. I'm Sorry 3. Touch You 4. Senorita 5. Thrilla Killa (inst.)                                                                                       | 19                            | - KOR: 6,636  |
| Poison                                                                                   | - Lançamento: 21 de outubro de 2019 - Gravadoras: A Team Entertainment, Genie Music - Formatos: CD, digital download Lista de faixas 1. Poison 2. 119 3. Runway 4. Sweet Heart 5. Poison (inst.) | 14                            | - KOR: 6,563  |
| Made For Two                                                                             | - Lançamento: 15 de setembrp de 2020 - Gravadoras: A Team Entertainment, Genie Music - Formatos: CD, digital download Lista de faixas 1. Made For Two 2. Into You 3. Moto 4. Hold Tight (놓지마) 5. You Taught Me Love 6. Made For Two (Inst.)                                                           | 19                            | - KOR: 11,741 |
| "—" indica lançamentos que não figuraram nas paradas ou não foram lançados nessa região. | |                               |               |

### Singles
| "Under The Moonlight"                                                                    | 2015 | — | —  | Under The Moonlight         |
| "Brotherhood"                                                                            | 2016 | — | —  | Brotherhood                 |
| "No Doubt" (노답)                                                                        | 2016 | — | —  | No Doubt (Brotherhood Pt.2) |
| "Here I Am" (겨울잠)                                                                     | 2016 | — | —  | Non-album single            |
| "Venus (Dance With Me)" (비너스)                                                         | 2017 | — | —  | Spotlight                   |
| "Flower (You)"                                                                           | 2017 | — | —  | Spotlight                   |
| "ABC (Middle Of The Night)"                                                              | 2017 | — | —  | Spotlight                   |
| "She's Mine"                                                                             | 2017 | — | —  | Spotlight                   |
| "Spotlight"                                                                              | 2018 | — | —  | Spotlight                   |
| "Gorgeous" (예쁘다고)                                                                    | 2018 | — | —  | Spotlight                   |
| "Señorita"                                                                               | 2018 | — | 19 | Thrilla Killa               |
| "So In Love"                                                                             | 2018 | — | —  | Non-album single            |
| "Thrilla Killa"                                                                          | 2019 | — | —  | Thrilla Killa               |
| "Give Me More"                                                                           | 2019 | — | —  | Non-album single            |
| "Poison"                                                                                 | 2019 | — | —  | Poison                      |
| "You Taught Me Love"                                                                     | 2020 | — | —  | Made For Two                |
| "Made For Two"                                                                           | 2020 | — | —  | Made For Two                |
| "Always"                                                                                 | 2021 | — | —  | Always                      |
| "—" indica lançamentos que não figuraram nas paradas ou não foram lançados nessa região. |      |   |    |                             |

## Prêmios e indicações

### 7th Thailand Daradaily Awards
| Ano  | Categoria                  | Recebedor | Resultado |
| ---- | -------------------------- | --------- | --------- |
| 2018 | The Best Performance Award | VAV       | Venceu    |

### Mubeat Awards
| Ano  | Categoria          | Recebedor | Resultado | Ref.          |
| ---- | ------------------ | --------- | --------- | ------------- |
| 2019 | Best Special Stage | "Poison"  | Venceu    | [ 23 ] [ 24 ] |

## References
1. ↑  «VAV, 오는 8일 '인기가요'로 데뷔 신고식» (em coreano). Ten Asia
2. ↑  «브이에이브이 프로필» (em coreano). Naver
3. ↑  «Conheça VAV, o grupo de k-pop que faz nova turnê no Brasil em 2019 | Midiorama». Consultado em 17 de abril de 2025
4. ↑  «K-Pop Group VAV Teams Up With De La Ghetto & Play-N-Skillz for 'Give Me More': Watch». Billboard. Consultado em 25 de agosto de 2019
5. ↑  «[단독]VAV, 펜타곤 후이와 특급 콜라보...10월 컴백 대전 합류». n.news.naver.com (em coreano). Consultado em 5 de outubro de 2019
6. ↑  «VAV, 3개월만 초고속 컴백 "펜타곤 후이 지원사격"». n.news.naver.com (em coreano). Consultado em 6 de outubro de 2019
7. ↑  «VAV 트랙리스트 공개, 펜타곤 후이 참여→에이노·에이스 자작곡». n.news.naver.com (em coreano). Consultado em 11 de outubro de 2019
8. ↑  «VAV volta ao Brasil com turnê latino-americana após hiato: 'Faremos o nosso melhor'». Quem. 15 de agosto de 2023. Consultado em 17 de abril de 2025
9. ↑  «VAV volta ao Brasil com turnê latino-americana após hiato: 'Faremos o nosso melhor'». Quem. 15 de agosto de 2023. Consultado em 17 de abril de 2025
10. ↑  Pezzuto, Gabrielly (1 de março de 2024). «VAV anuncia fim de contrato com empresa. Entenda o caso! – Febre Teen». Consultado em 17 de abril de 2025
11. ↑  «VAV encerra contrato de exclusividade com agência após nove anos». Quem. 29 de fevereiro de 2024. Consultado em 17 de abril de 2025
12. ↑  «브이에이브이 프로필» (em coreano). Naver
13. ↑  «Ortografia do Nome de acordo com a divulgada na conta oficial do grupo» (em coreano). VAV Official Twitter
14. ↑  «Gaon Album Chart». Gaon Music Chart
  - «Thrilla Killa». Gaon Chart (em coreano). Consultado em 11 de abril de 2019
  - «Poison». Gaon Chart (em coreano). Consultado em 31 de outubro de 2019
15. ↑  «2016년 07월 Album Chart»
16. ↑  Cumulative sales of Spotlight:
  - «2018년 01월 Album Chart. See #99.». Gaon Music Chart (em coreano). Korea Music Content Industry Association
  - «2018년 02월 Album Chart. See #97.». Gaon Music Chart (em coreano). Korea Music Content Industry Association
17. ↑  Cumulative sales of Thrilla Killa:
  - «2019년 04월 Album Chart. See #51.». Gaon Music Chart (em coreano). Korea Music Content Industry Association
18. ↑  Cumulative sales of Poison:
  - «2019년 11월 Album Chart. See #69.». Gaon Music Chart (em coreano). Korea Music Content Industry Association
19. ↑  Cumulative sales of Spotlight: 
«2020년 09월 Album Chart. See #44.». Gaon Music Chart (em coreano). Korea Music Content Industry Association
  - «2020년 10월 Album Chart. See #78.». Gaon Music Chart (em coreano). Korea Music Content Industry Association
20. ↑  «Gaon Digital Chart». Gaon Music Chart
21. ↑  «World Digital Song Sales». Billboard. Consultado em 10 de novembro de 2018
  - «Señorita». 27 de outubro de 2018
22. ↑  «VAV live in Manila September 7». www.msn.com. Consultado em 11 de dezembro de 2019
23. ↑  «VAV, 태국 페스타→일본 단독 팬미팅으로 글로벌 활약..연초부터 열일ing». n.news.naver.com (em coreano). Consultado em 6 de janeiro de 2020
24. ↑  «Awards | Mubeat». mubeat.tv (em inglês). Consultado em 7 de abril de 2020